# Jean-Michel Charlier

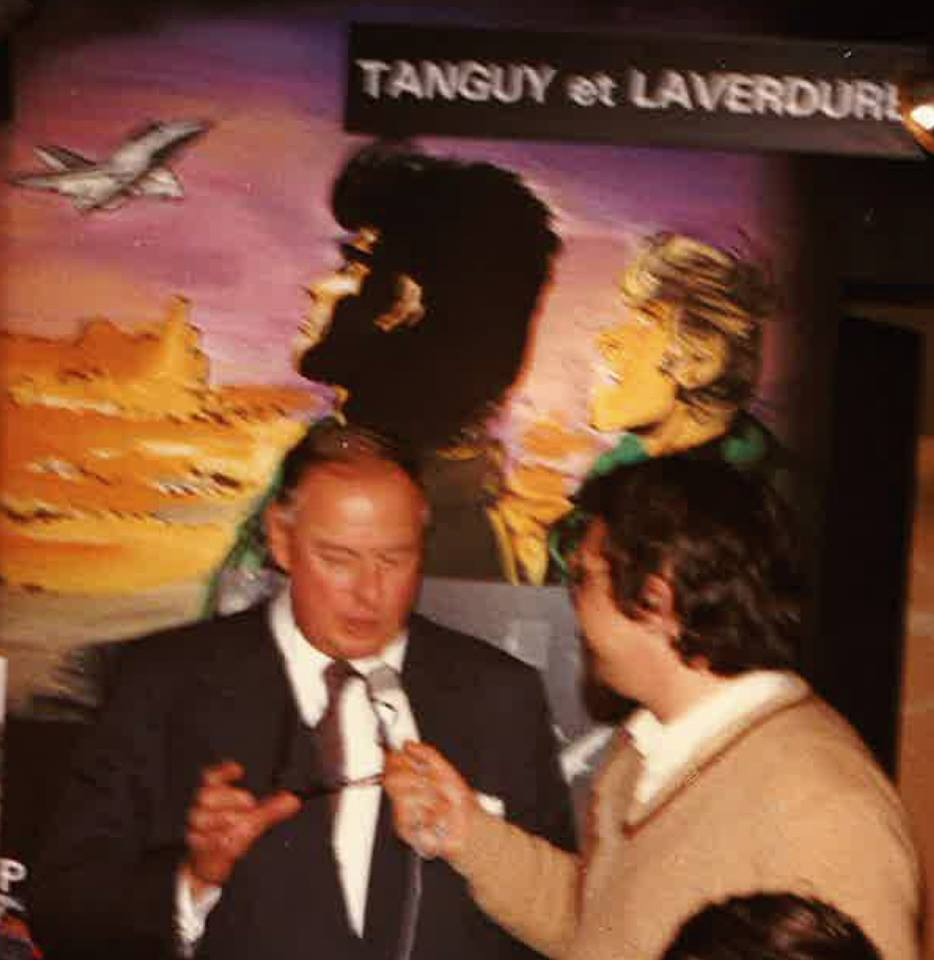
Jean-Michel Charlier in 1983

Jean-Michel Charlier (Luik, 30 oktober 1924 — Parijs, 10 juli 1989) was een Belgisch stripauteur. Hij is een van de co-auteurs van de stripreeks Buck Danny, samen met tekenaar Victor Hubinon. Zijn beroemdste serie is Blueberry die hij maakte met tekenaar Jean Giraud. 

## Biografie
Jean-Michel Charlier werd geboren in een bescheiden milieu. In zijn jeugd was hij padvinder. Hij kreeg de kans rechten te studeren en was korte tijd ook actief als advocaat. Maar zodra hij hiertoe de kans kreeg, begon hij te werken in de stripwereld. Charlier was een avonturier en werkte ook enige tijd als piloot.

## Scenarist
Charlier was waarschijnlijk de belangrijkste scenarist van realistische avonturenstrips in Frankrijk en België van de twintigste eeuw. Wat René Goscinny was voor humoristische strips, was Charlier voor realistische stripboeken. Hoewel hij beroemd werd door zijn schrijverscapaciteiten, begon Charlier zijn loopbaan als illustrator. Hij kwam in september 1944 bij het agentschap World's Presse werken, dat strips en rubrieken aanleverde voor stripblad Spirou (Robbedoes). Charlier was er verantwoordelijk voor onder andere de illustraties van vliegtuigen. Op aanraden van Jijé stopte Charlier in 1950 met tekenen en legde hij zich volledig toe op het schrijven van stripscenario's.
Zijn liefde voor vliegtuigen kon hij twee jaar later kwijt in het schrijven van verhalen voor de reeks Buck Danny, geïllustreerd door Victor Hubinon. In de jaren vijftig werkte Charlier samen met vele andere tekenaars, zoals Michel Tacq (De Beverpatroelje), Eddy Paape (Flip Flink), Albert Weinberg (bekend van Dan Cooper), Dino Attanasio (bekend van Macaroni) en Albert Uderzo (bekend van Asterix).

## Pilote
In 1958 plaatsten Charlier zich met Uderzo, René Goscinny en nog een aantal tekenaars buiten de geplaveide paden van de gangbare bladen, daar zij legio ideeën hadden die geen enkele uitgever wilde uitgeven. Samen met Albert Uderzo en Goscinny richtte Charlier daarom in oktober 1959 het striptijdschrift Pilote op, waarin hij drie succesvolle nieuwe series startte: Tangy en Laverdure met Uderzo (en later Jijé); Roodbaard met Victor Hubinon; en Joris Jasper met MiTacq. Op het hoogtepunt van zijn carrière creëerde hij in 1963 de Europese western comic, Blueberry, geïllustreerd door Jean Giraud. In 1985 verdiepte Charlier het karakter van deze cowboy, door het lanceren van de spin-off 'De jonge jaren van Blueberry' (tekeningen door Colin Wilson).
Charlier overleed op 64-jarige leeftijd. Tot zijn dood was hij nog volop bezig met het schrijven van scenario's en het ontwikkelen van nieuwe ideeën.